# Goomboorian-Nationalpark
Der Goomboorian-Nationalpark (englisch Goomboorian National Park) ist ein 18 Quadratkilometer großer Nationalpark in Queensland, Australien. Benannt ist er nach dem kleinen Ort Goomboorian unmittelbar im Norden.

## Lage
Er liegt in der Region Wide Bay-Burnett an der Sunshine Coast etwa 150 Kilometer nördlich von Brisbane und 90 km südlich von Hervey Bay. Von Gympie aus gelangt man über die Tin Can Bay Road und weiter bei Canina auf der Pomona Kin Kin Road nach etwa 13 Kilometern in den Park. Im Nationalpark gibt es keine Besuchereinrichtungen.
In der Nachbarschaft liegen die Nationalparks Gympie, Woondum und Great-Sandy.

## Flora und Fauna
Der Nationalpark schützt bis zu 270 Meter hoch gelegenen, küstennahen subtropischen Regenwald.
Zahlreiche Vögel, wie etwa der Graurücken-Krähenwürger, Mönchsraupenfänger (Coracina tenuirostris), Glanzspitzendrongo (Drogo bracteatus), Weißkinn-Honigschmecker (Melithreptus albogularis) aber auch Beuteltiere wie der Große Gleithörnchenbeutler sind im Nationalpark heimisch.